# Банановые войны
Банановые войны (англ. Banana Wars) — разговорное собирательное название военных действий США в отношении стран и территорий Центральной Америки и Карибского бассейна, осуществлявшихся с 1898 по 1934 годы. Были проявлением политики «большой дубинки». 
Период банановых войн начался с испано-американской войны 1898 года, по итогам которой США получили контроль над Кубой и Пуэрто-Рико, и завершился в 1934 году с выводом американских войск с Гаити и началом политики добрососедства, проводимой администрацией Франклина Рузвельта.
Термин «банановая война» предположительно возник из-за тесной связи между интервенциями и жизненным интересом США в защите своих коммерческих интересов в регионе. Компания United Fruit внесла особый вклад в финансовые вложения в выращивание бананов, табака, сахарного тростника и многих других сельскохозяйственных продуктов в Карибском регионе, Центральной Америке и на севере Южной Америки.
Сторонники империализма перед Первой мировой войной часто оправдывали военные действия, утверждая, что эти конфликты помогут стабилизировать политическую ситуацию в Центральной и Южной Америке. Некоторые империалисты даже критиковали масштабы интервенции как недостаточные для удовлетворения интересов США и выступали за расширение развертывания американских войск в регионе.
Американские критики империализма рассматривали эти действия как первый шаг авантюрного американского колониализма в регионе.

## Затронутые страны и территории
- Куба и Пуэрто-Рико, американская интервенция в рамках испано-американской войны 1898 года, последующая оккупация Кубы в 1898—1902 годах, интервенции на Кубу в 1906—1909 годах, в 1912 году и в 1917—1922 годах[1].
- Панама, провозглашение независимости Панамы от Колумбии при активном участии США в 1903 году, строительство Панамского канала, зона которого до 1979 года находилась под полным контролем США.
- Война США и Мексики во время мексиканской революции с 1910 по 1919 год — Приграничная война, американская оккупация Веракруса в 1914 году.
- Никарагуа, американская оккупация с 1912 по 1933 годы.
- Гаити, американская оккупация с 1915 по 1934 годы.
- Доминиканская республика, американская оккупация с 1916 по 1924 годы.
- Гондурас, американские интервенции в 1903, 1907, 1911, 1912, 1919, 1924 и 1925 годах[1].